# Біла Гура (Поддембицький повіт)
Біла Гура (пол. Biała Góra) — село в Польщі, у гміні Вартковиці Поддембицького повіту Лодзинського воєводства.
Населення — 195 осіб (2011).
У 1975-1998 роках село належало до Серадзького воєводства.

## Демографія
Демографічна структура станом на 31 березня 2011 року:
|          | Загалом | Допрацездатний вік | Працездатний вік | Постпрацездатний вік |
| -------- | ------- | ------------------ | ---------------- | -------------------- |
| Чоловіки | 87      | 13                 | 62               | 12                   |
| Жінки    | 108     | 25                 | 54               | 29                   |
| Разом    | 195     | 38                 | 116              | 41                   |